# Saint-Aubin-des-Châteaux
 Saint-Aubin-des-Châteaux  es una población y comuna francesa, situada en la región de Países del Loira, departamento de Loira Atlántico, en el distrito de Châteaubriant y cantón de Châteaubriant.

## Demografía
| 1520 | 1472 | 1387 | 1351 | 1346 | 1312 |
| Para los censos de 1962 a 1999 la población legal corresponde a la población sin duplicidades (Fuente: INSEE [Consultar]) |      |      |      |      |      |